# Diadelia interrupta
Diadelia interrupta là một loài bọ cánh cứng trong họ Cerambycidae.